# A. Wattendorff
A. Wattendorff war ein deutsches Textilunternehmen in Borghorst.

## Geschichte

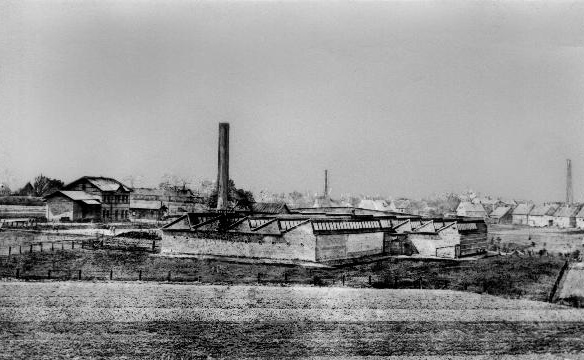
Die Weberei „A. Wattendorff“ Borghorst (um 1880)

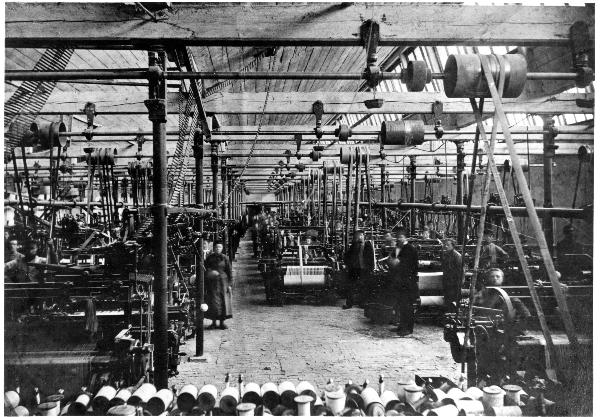
Der Websaal von innen, (1875)

1824/25 gründeten die Leineweber Anton Wattendorff (1776–1859) und seine Frau Anna Maria, geb. Greive (1780–1850) in Borghorst an der Ecke Münsterstraße-Meerstraße die Webwarenhandlung und Faktorei „A. Wattendorff“, um an dem Aufschwung, der durch den Import und die Weiterverarbeitung englischer Baumwolle in der Zeit ermöglicht wurde, teilnehmen zu können. Das Geschäft wurde nach und nach u. a. durch einen Fuhrpark erweitert. Die Ware wurde vor allem in die Niederlande exportiert.
Das Paar hatte fünf Kinder, von denen das vierte, Joseph Wattendorff (1818–1884), nach der Schulausbildung im Betrieb der Eltern mitarbeitete. 1849 heiratete Joseph Elise Kock (1828–1894), die jüngere Schwester des Borghorster Textilunternehmers Arnold Kock, der ein Jahr später wiederum Josephs Schwester Elise Wattendorff (1822–1890) heiratete, sodass die Familien Kock und Wattendorff durch Heirat doppelt miteinander verbunden waren.
1857 wurde die Familien Wattendorff und Kock Teilhaber der neu gegründeten Borghorster Firma „Rabe, Brader und Co.“, die sich mit der Herstellung von geschlichtetem Garn befasste.
1859 starb Anton Wattendorff und Joseph übernahm die Führung der Firma „A. Wattendorff“. Er schied 1861 aus der Firma „Rabe, Brader und Co.“ aus und gründete mit seinem ehemals ausgeschiedenen Schwager Arnold Kock, dessen Bruder Franz und deren Tante Elisabeth Messing die „Borghorster Warps-Spinnerei Kock und Comp.“
1865 beteiligte Joseph sich an der Gründung der Weberei „A. Kock, Frieling und Wattendorff“ in Nordkirchen.
1875 wurde Borghorst an die Eisenbahnstrecke Münster-Gronau angeschlossen und ein Bahnhof gebaut. Gleichzeitig erweiterte Joseph das Unternehmen „A. Wattendorff“ in Borghorst durch den Bau einer mechanischen Nessel- und Leinenweberei mit 50 Webstühlen in der Nähe des Bahnhofs in der Flur Auf dem Pottkamp (heute: Anton-Wattendorff-Straße). Die Firma wurde laufend erweitert. 1876 liefen 74 Webstühle, 1878 waren es 125 und 1880 schon 188. 1880 wurden Produkte von A. Wattendorff in Düsseldorf prämiert.
Nach dem Tod Joseph Wattendorffs 1884 wurden von seinen drei Söhnen Franz, Anton und Joseph die Unternehmungen als GmbH unter der Firma „A. Wattendorff“ weitergeführt. 1906 gründeten sie in Nordwalde zudem die Kettgarn- und Schussgarnspinnerei „Nordwalder Baumwoll Spinnerei Gebrüder Wattendorff GmbH & Co. KG“. Zudem wurde das Unternehmen durch eine Rasenbleicherei erweitert.
1910 war die Belegschaft des Unternehmens auf 355 Personen angewachsen. Es liefen 558 Webstühle.
In den zwanziger Jahren stellte der Unternehmensverbund Leinen, Halbleinen, Haustuche, Blautuche, Küchentücher, Handtücher, Betttücher, Kissenbezüge, Tischtüchern, Servietten, farbige Kaffeedecken, Vorhangstoffe, Kleiderleinen, Jagdleinen und Rauhware her.
1988 ging die A. Wattendorff-GmbH in Konkurs. Die Nordwalder Baumwollspinnerei bestand noch bis zum 31. Dezember 2006.

## Ehrung
- Die Anton-Wattendorff-Straße in Borghorst wurde nach ihm benannt.